# ラピッドセブン
ラピッドセブン（英: Rapid7 Inc.）は、アメリカ合衆国マサチューセッツ州に本社を置く、サイバーセキュリティソフトウェアを開発、販売する会社である。2000年に創業された。

## 製品とサービス

### InsightIDR
ユーザー行動分析とSIEMを統合したセキュリティ管理ソフトウエアである。エンドポイントと、ネットワーク機器、クラウドやオンプレミスのサービスを監視し、機械学習のテクノロジーを駆使して脅威を検出することが可能なクラウドベースのSaaSである。主要な機能である、ユーザー行動分析、エンドポイントの検出と可視化、視覚的な調査のタイムライン、攻撃者行動分析、ディセプションテクノロジーにより、インシデントの検知と対応のライフサイクル全体の効率化が可能である。

### InsightVM
脆弱性管理ソフトウエアである。自由にカスタマイズが可能なダッシュボードで脆弱性を可視化し、エクスポージャーのリスクに関するすべての情報の俯瞰と対策の優先順位づけが可能なインスタンスで、オンプレミス、クラウドにデプロイ可能である。主要な機能は以下の通りである。

#### クラウド、ハイパーバイザ、コンテナのインフラストラクチャの評価
クラウド、コンテナ、ハイパーバイザ、リモートのインフラストラクチャをリアルタイムで可視化することでエコシステム全体のリスクを確実に把握することが可能。

#### リアルタイムの修復計画
修復作業分担の割り振りと進捗管理により、ITとセキュリティの担当者間でのコミュニケーションを改善させ、混乱を未然に防ぎ、適切な担当者に適切な情報を届け、部門内の効率的な取り組みを促進するプロジェクトマネジメントが可能。

#### Liveboard
常時、最新の状況を確認可能な、Live Monitoringによりネットワーク上の新たなリスクと既存のリスクの収集、監視、分析の自動化が可能。

#### エンドポイントの継続的な監視
Rapid7 InsightVM、InsightIDR、InsightOpsのデータを収集可能なコンパクトなエージェントのインスタンスで、一度展開するだけで、エンドポイントのネットワークとユーザーのリスクの双方のリアルタイムの情報の取得が可能。

#### 攻撃者の視点からのリスク分析
Rapid7の研究チームが開発したThreat Exposure Analyticsによって、変化を迅速に検出し、潜在的な問題点に関する優先順位付けの自動化が可能。

### InsightAppSec
動的なアプリケーションのセキュリティテストツールである。クラウドやオンプレミス環境で、最新テク ノロジーを駆使して開発したアプリケーションの脆弱性を、専門的な知識がなくても簡単に低減可能。主要な機能である、INSIGHTAPPSECの評価、ユニバーサルトランスレータ、95種類を超える攻撃タイプ、Attack Replay、コンプライアンスと修復のための強力なレポーティング、クラウドとオンプレミスのスキャンエンジン、スキャンのスケジューリングとブラックアウトによりWebアプリケーションを自動的にクロールおよび評価し、SQLインジェクション、XSS、CSRFなどの脆弱性を検出可能。

### InsightConnect
Rapid7 InsightVM、InsightIDR、InsightOps、InsightAppSecで構成されたInsight Cloudの機能全体のオーケストレーションと自動化をおこなうワークフローソリューションである。主要な機能である、既存ツールとの接続性、ワークフローの自動化、担当者の判断のワークフロー定義などを、コーディングをおこなうことなく標準提供の200種類を超えるプラグインで既存のツールと接続し、ブロックを組み立てるように簡単にワークフローをカスタマイズすることが可能。

### InsightOps
非常に簡単な操作性を備えたログ管理ソフトウエアである。

### Metasploit
ハッカーの手法を使って実際に攻撃することで、セキュリティ脅威に対する未然の対策を可能にする世界的に認知されたペネトレーションテストツールである。

## 日本におけるラピッドセブン
ラピッドセブン・ジャパン株式会社（登記名:Rapid7 Japan株式会社）は、主に営業、マーケティング、サポートを担当する日本法人。2019年11月27日に現住所に移転した。
| 事業所名 | 所在地                                                                                           |
| -------- | ------------------------------------------------------------------------------------------------ |
| 本社     | 〒105-5117 東京都港区浜松町2-4-1 世界貿易センタービルディング南館 17階 https://www.rapid7.com/ja |